# 먹고자고먹고
《먹고자고먹고》는 2016년 9월 23일부터 2016년 12월 30일까지 tvN에서 방영된 리얼리티 버라이어티 프로그램이다.

## 출연
- 백종원 1,2,3기
- 온유 1,3기
- 정채연 1,3기
- 이승훈 2기
- 공승연 2기